# Tito Livio Burattini

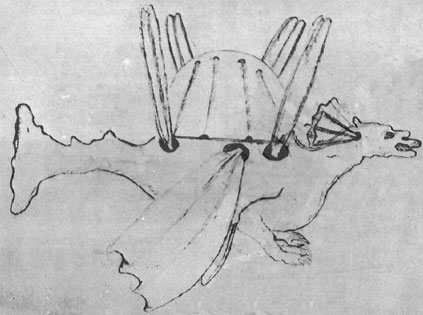
Burattini viajó por el mundo, midió varias estructuras y diseñó máquinas como este "Dragón Volador".

Tito Livio Burattini (8 de marzo de 1617 – 17 de noviembre de 1681) fue un inventor, arquitecto, egiptólogo, científico, fabricante de instrumentos, viajero, ingeniero y noble italiano. Nació en Agordo, Italia, y estudió en Padua y Venecia. En 1639, exploró la Gran Pirámide de Guiza con el matemático inglés John Greaves; tanto Burattini como Sir Isaac Newton usaron las medidas que inventó Greaves en su intento para determinar con exactitud la circunferencia de la Tierra.
Un año después de abandonar Egipto rumbo a Alemania en 1641, la corte del rey Vladislao IV Vasa lo invitó a Polonia. En Varsovia, Burattini construyó un modelo de aeronave con cuatro alas planeadoras en 1647. Descrita como "cuatro pares de alas agregadas a un elaborado 'dragón'", se dijo que logró elevar con éxito un gato en 1648 pero no al mismo Burattini. Según el libro The Prehistory of Flight, de Clive Hart, prometió que al aterrizar la aeronave solo se sufrirían lesiones menores.
Más tarde, desarrolló un sistema de unidades basado en el tiempo, similar al sistema métrico decimal; lo publicó en su libro Misura universale (en español, "Medición universal") en 1675 en Vilna. Su sistema incluye el metro cattolico, es decir, un "metro universal", una unidad de longitud equivalente a la longitud de un péndulo de segundos libre. Difiere del metro moderno en medio centímetro. Es considerado como el primero que recomendó el nombre metro para que se use como unidad de longitud. 
Junto con dos hombres que conoció en Cracovia, Burattini "realizó experimentos ópticos y contribuyó al descubrimiento de irregularidades en la superficie de Venus, comparables a las de la Luna". Hizo lentes para microscopios y telescopios, y regaló algunas al cardenal Leopoldo de Medici. También se lo reconoce por haber creado una máquina calculadora, que donó al Gran Duque Fernando II de Médici; la calculadora está formada por una máquina de Blaise Pascal y un ábaco neperiano. Falleció en Cracovia, a los 64 años de edad.